# アスヴェル・バスケット
アスヴェル・バスケット（ASVEL Basket、ASVEL）は、フランスのプロバスケットボールチームで、リヨン郊外のヴィルールバンヌを本拠地とし、フランス・プロリーグのリーグ・ナショナル・バスケットボール (LNB) のプロA（1部）とユーロリーグに所属している。1948年に設立されたアスヴェル・スポーツクラブのバスケットボール部門であり、5,556人収容のアストロボーレとLDLCアレナをホームコートとしている。
現在の球団社長はトニー・パーカーが務めている。

## 歴史
母体となるクラブは、1948年に2つの複合、スポーツクラブの合併により誕生し、Association Sportive Villeurbanne and Éveil Lyonnaisの頭文字を集め、ASVELと命名された。フランスプロリーグであるリーグ・ナショナル・バスケットボール (LNB) のプロA（1部）で最多の18回のチャンピオンに輝いている。

## 歴代所属選手
- トニー・パーカー
- エリー・オコボ 2021-2022
- テオ・マレドン 2017-2020,2024-
- ビクター・ウェンバンヤマ 2021-2022
- グエルション・ヤブセレ 2020-2021
- ロニー・トゥリアフ
- リビオ・ジャン＝シャルル 2018-2020
- アミン・ヌア 2015-2021,2022-2023
- エドウィン・ジャクソン 2019-2020,2023
- マシュー・ストラゼル 2019-2022
- アントワーヌ・ディオ 2019-2023
- ムスタファ・ファル 2020-2021
- ウィリアム・ハワード 2020-2022
- ポール・ラコンブ 2020-2022
- トマ・エウテル 2021
- ザカリー・リザシェイ 2021-2024
- ナンド・デ・コロ 2022-
- ジョフリー・ロヴァーン 2022-
- イブ・ポンズ 2022-2023
- ティモテー・ルワウ＝キャバロ 2023-2024
- デビッド・アンダーセン
- アレックス・タイアス 2022-2023
- クリス・ジョーンズ 2021-2022
- ディー・ボスト 2023
- マンタス・カルニエティス
- コスタス・アデトクンボ 2021-2022
- イスマエル・バコ 2019-2021
- レティン・オバソハン 2022-2023
- デイビット・ライティー 2017-
- ノリス・コール 2020-2021
- エイドリアン・ペイン
- コーリー・クラウダー(ジェイ・クラウダーの父親)
- ジョーダン・テイラー 2019-2020
- D・J・ニュービル 2015-2016
- ジャスティン・ハーパー
- ジェームズ・ジスト 2021-2022
- マルコス・ナイト 2021-2022
- パーカー・ジャクソン-カートライト 2022-2023
- ヨナ・マシューズ 2022-2023
- フランク・ジャクソン 2023
- マイク・スコット 2023-2024
- デショーン・トーマス 2024
- ケヴァリアス・ヘイズ 2020-2021
- パリス・リー 2023-
- ユスーファ・フォール 2021-2024
- エムバイェ・エンディアイェ 2023-